# Naxalbari
Naxalbari, auch Naksalbari, ist ein Dorf im Norden des indischen Bundesstaates Westbengalen. Naxalbari ist Teil der Subdivision Shiliguri innerhalb des Distrikts Darjeeling. Naxalbari ist weltweit bekannt als Ausgangsort der Naxaliten, einer maoistischen Rebellenbewegung, die nach dem Ort benannt ist.

## Geografie
Der Landstrich, auf dem sich Naxalbari befindet, liegt in der Ebene Terai am Fuße des Himalaya. Westlich von Naxalbari, jenseits des Grenzflusses Mechi, liegt Nepal. Das Gebiet um Naxalbari besteht aus Ackerland, Teeplantagen, Wäldern und kleinen Dörfern.

## Geschichte
Naxalbari wurde berühmt als Schauplatz eines Bauernaufstands im Jahr 1967, der bis heute andauert (siehe Naxalitenaufstand).
Der Aufstand wurde am 25. Mai 1967 im Dorf Naxalbari ausgelöst, als die Polizei das Feuer auf eine Gruppe von Dorfbewohnern eröffnete, die ihr Recht auf die Ernteerträge aus einem bestimmten Stück Land forderten. Bei der Niederschlagung der Proteste wurden 9 Erwachsene und 2 Kinder getötet, was einen bewaffneten Widerstand auslöste, der sich später auf große Teile des Landes ausbreitete.
Die Communist Party of India (Marxist-Leninist) hat an dem Ort Büsten von Lenin, Stalin, Mao und Charu Majumdar aufgestellt. Neben dem Platz befindet sich heute eine Grundschule. Es wurde zudem eine Gedenksäule errichtet, in der die Namen der Personen stehen, die während des Polizeibeschusses ums Leben gekommen sind.

## Demografie
Die Einwohnerzahl liegt laut der Volkszählung von 2011 bei 1.618. Naxalbari hat ein Geschlechterverhältnis von 995 Frauen pro 1000 Männer und damit einen für Indien üblichen Männerüberschuss. Die Alphabetisierungsrate lag bei 87,1 % im Jahr 2011. 8,5 % der Bevölkerung sind Kinder unter 6 Jahren. 7,3 % der Bevölkerung waren Angehörige der Scheduled Castes und 2,3 % waren Angehörige der Scheduled Tribes. In der Region um Naxalbari werden vorwiegend die Sprachen Bengalisch, Nepali, Hindi und Bihari gesprochen.